# Alfa Romeo Scighera
Alfa Romeo Scighera – w pełni działający i funkcjonalny prototyp zaprojektowany i zbudowany przez biuro projektowe  Italdesign w Turynie w 1997 roku. Pojazd konstrukcyjnie wywodzi się z modelu 164, zastosowano w nim aluminiowe nadwozie, podwozie i konstrukcja nośna wykonane zostały ze stopu włókna węglowego i aluminium. Dzięki nietypowo unoszonym do góry szybom bocznym (niezależnie od drzwi) pojazd mógł stać się po ich zdjęciu roadsterem.
Do napędu użyto umieszczonego centralnie, doładowanego benzynowego silnika V6 o pojemności trzech litrów. Generował on moc 410 KM (300 kW) przy 7500 obr./min.. Dwie turbosprężarki wspomagane były dodatkowo przez sprężarkę mechaniczną Prędkość maksymalna pojazdu wynosiła 299 km/h, przyspieszenie 0-100 km/h zajmowało 3,6 s (inne źródła podają 4,6, a nawet 4,9 s). Konstrukcja napędu AWD pochodziła z modelu 155, ta z kolei wykorzystywała układ Lancii Delty HF Integrale. Rozważano uruchomienie produkcji modelu, nigdy jednak do tego nie doszło.
Pojazd występował pod nazwą Italdesign Scighera w grze Need for Speed III: Hot Pursuit z 1998 roku.

## Dane techniczne
Źródło:

### Silnik
- V6 3,0 l (2959 cm³), 4 zawory na cylinder, DOHC, twin-turbo
- Układ zasilania: wtrysk
- Średnica cylindra × skok tłoka: 93 × 72,6 mm
- Moc maksymalna: 410 KM (300 kW) przy 7500 obr./min.
- Maksymalny moment obrotowy: 452 Nm[1] przy 5000 obr./min.[7]

### Osiągi
- Przyspieszenie 0-100 km/h: 3,6 s[2] / 4,6 s[3] / 4,9 s[7]
- Prędkość maksymalna: 300 km/h

### Pozostałe
- Opony:
  - Przód: 235/40 ZR18[7]
  - Tył: 295/35 ZR18[7]
- Hamulce: tarczowe, wentylowane[7]